# Fernissa

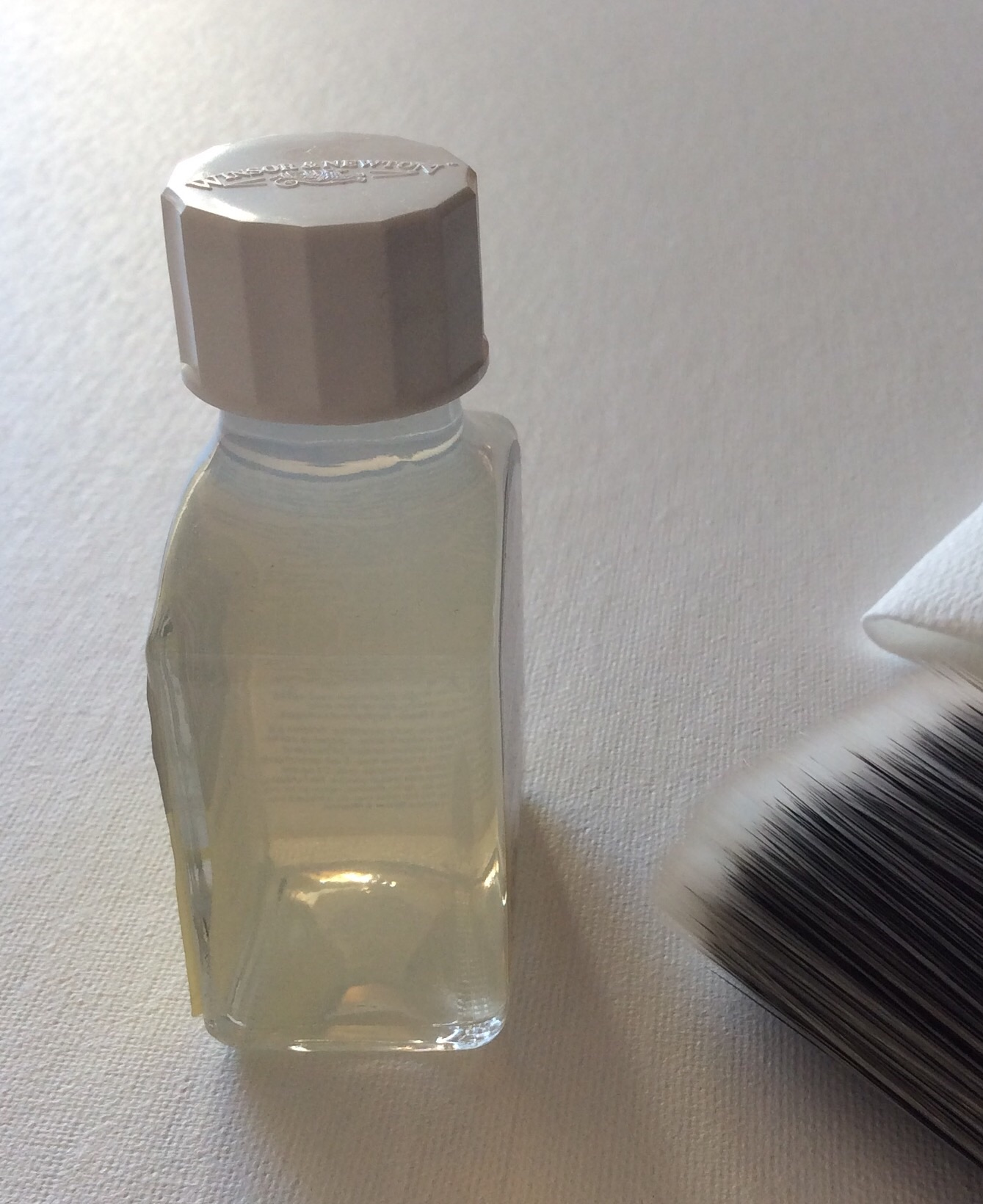
Borttagbar fernissa för akrylmålningar.

Fernissa (av franska vernis, "lack", "lasyr", av medeltidslatin veronix) är ett färglöst lack, som bland annat används för en avslutande, genomskinlig övermålning till skydd för målning eller konsthantverksprodukt.
Av det franska ordet för fernissa, vernis, har svenskan även fått termen vernissage, öppningsdagen för en konstutställning.
Fernissa används på tavlor målade med olje- eller akrylfärg. Den kan, om den är av sådan typ och med rätt förberedelser, tas bort för ny fernissning efter några år för att hålla ytan fin. En akrylmålning bör täckas med ett skyddande lager akrylmedium innan en borttagbar fernissa läggs på. Det är dock inte alla konstnärer som använder fernissa.
Fernissa används inte över akvarellfärg, gouache eller teckningar, då den i dessa fall lätt sugs in i både färg och underlag, med risk för färgförändringar och den kan inte heller tas bort från dessa.
Fernissa används för långt mer än skydd för tavlor. Fernissning har stor betydelse för underhåll av utomhusmöbler, träbåtar (specialkvalitet "båtfernissa"), m m. En speciell användning är som isolation och mekanisk stabilisering av lindningar i elektriska apparater, såsom motorer, transformatorer, etc. Många bruksföremål fernissas av estetiska skäl.